# The Law of the Lady
The Law of the Lady från 2012 är jazzsångerskan Christina Gustafssons tredje musikalbum.

## Låtlista
Låtarna är skrivna av Christina Gustafsson och Stefan Danielsson om inget annat anges.
1. You Make It – 4:58
2. Breathing, Air and Such – 6:10
3. The Law of the Lady (Christina Gustafsson/Cecilia Åse/Helena Davidsson) – 4:04
4. Close to Here (Christina Gustafsson/Cecilia Åse/Helena Davidsson) – 5:45
5. It Might as Well be Spring (Richard Rodgers/Oscar Hammerstein) – 5:58
6. My Own Way Out (Erik Söderlind/Stefan Danielsson) – 4:44
7. Sometimes – 5:42
8. Hours Passing By (Christina Gustafsson/Cecilia Åse/Helena Davidsson) – 4:38
9. Love You Too – 5:32
10. I Need Someone – 3:30

## Medverkande
- Christina Gustafsson – sång
- Max Schultz – gitarr
- Erik Söderlind – gitarr
- Daniel Karlsson, Adam Forkelid – piano, rhodes, orgel
- Fredrik Jonsson – elbas
- Kristian Lind – bas
- Calle Rasmusson – trummor, vibrafon
- Sebastian Notini – slagverk
- Karin Hammar, Lisa Bodelius – trombon
- Patrik Skogh, Johan Setterlind – trumpet, flygelhorn
- Eva-Tea Lundberg – valthorn
- Magnus Lindgren – träblås

## Mottagande
Skivan fick ett gott mottagande när den kom ut med ett genomsnitt på 3,6/5 baserat på nio recensioner.

## Listplaceringar
| Lista (2012) | Topplacering |
| ------------ | ------------ |
| Sverige      | 60           |